# Anchusa puechii
Anchusa puechii là loài thực vật có hoa trong họ Mồ hôi. Loài này được Valdés mô tả khoa học đầu tiên năm 1980.